# Buena Vista (San Luis Acatlán)
Buena Vista es una localidad del estado mexicano de Guerrero. Es parte del municipio de San Luis Acatlán.

## Demografía
| Gráfica de evolución demográfica |
|                                  |

| Censo | Población |
| ----- | --------- |
| 1910  | 1 068     |
| 1921  | 1 106     |
| 1930  | 728       |
| 1940  | 913       |
| 1950  | 1 170     |
| 1960  | 1 273     |
| 1970  | 861       |
| 1980  | 928       |
| 1990  | 1 431     |
| 2000  | 1 938     |
| 2010  | 2 324     |
| 2020  | 1 782     |